# Otillgänglighetspol

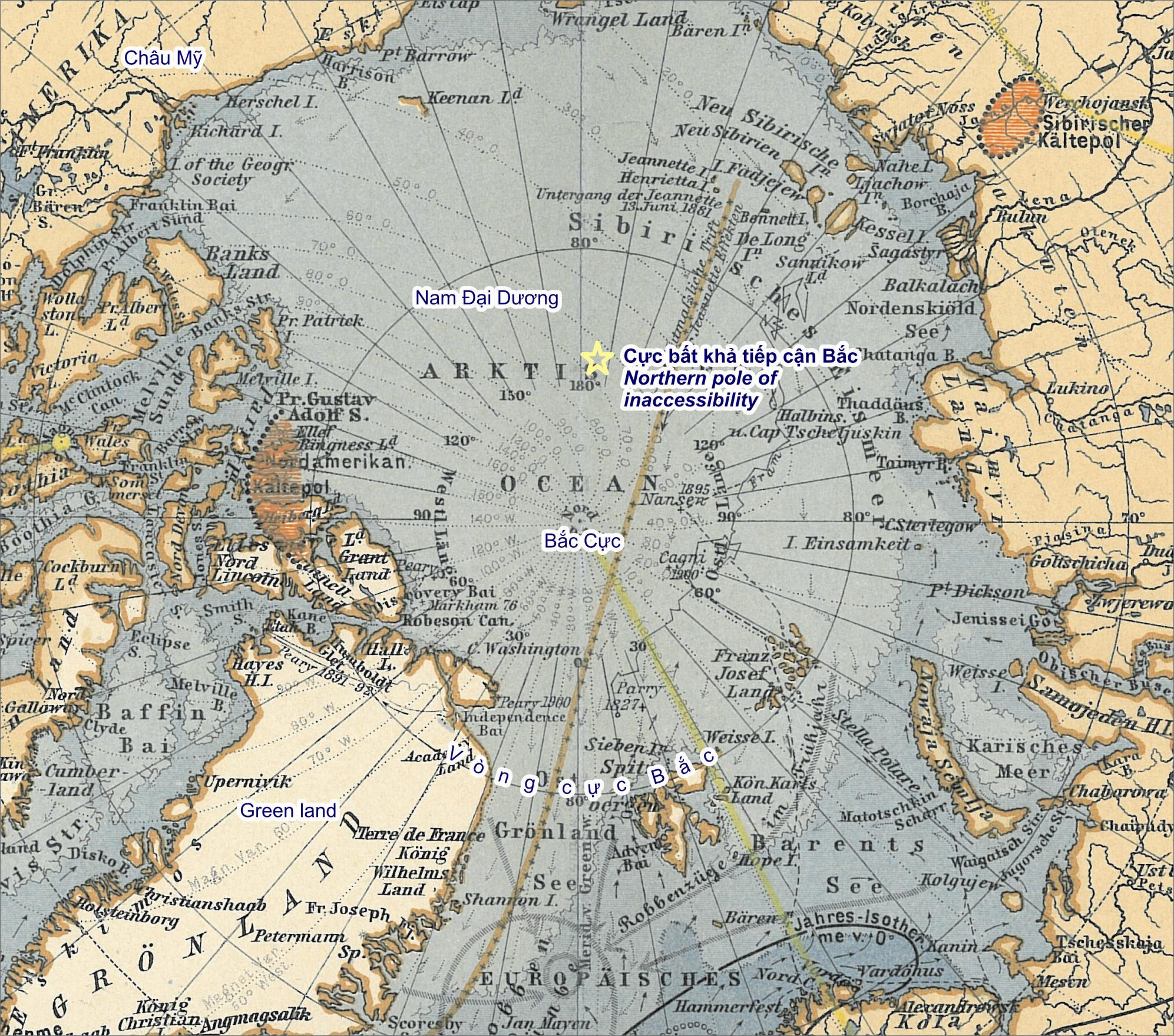
Karta över den norra otillgänglighetspolen.

En otillgänglighetspol avser den plats där man befinner sig längst ifrån civilisationen. Termen lanserades av etnografen Vilhjálmur Stefánsson på 1920-talet och han avsåg den punkt på istäcket i Norra ishavet som låg så långt bort man kunde komma från civilisationens utposter. Om man på denna plats drog en cirkel runt sin position skulle alltså avståndet till närmaste utpost utgöra cirkelns radie och denna skulle vara lika stor till de närmast belägna utposterna.

## Den nordliga otillgänglighetspolen
Den norra otillgänglighetspolen, som ibland kallas den arktiska otillgänglighetspolen, är belägen i Norra ishavets packis vid den punkt som är allra längst från någon landmassa. Den ligger vid 85°48′N 176°9′V / 85.800°N 176.150°V, 1 008 km från de närmaste öarna; Ellesmereön i arktiska Kanada, Komsomoletsön i Sibirien i norra Ryssland och Henriettaön i ögruppen Nysibiriska öarna. På grund av packisens konstanta rörelser kan inga permanenta byggnader finnas där.
Fram till en översyn 2013 ansågs den arktiska otillgänglighetspolen ligga vid koordinaterna 84°03′N 174°51′V / 84.050°N 174.850°V 1 094 km från Ellesmereön, Frans Josefs land och Nysibiriska öarna.

## Den sydliga otillgänglighetspolen
Den sydliga otillgänglighetspolen är den punkt på Antarktis som ligger längst från Antarktiska oceanen. Mätsvårigheter och definitionsproblem av Antarktis kustlinje har placerat polen på olika platser. Den mest etablerade platsen är en av Sovjetunionens etablerade forskningsstationer från 1958, med koordinaterna 82°06′S 54°58′Ö / 82.100°S 54.967°Ö eller 83°06′S 54°58′Ö / 83.100°S 54.967°Ö. Forskningstationen är uppförd på kulturarvslistan Historiska platser och kulturminnen i Antarktis.

## Sveriges otillgänglighetspol

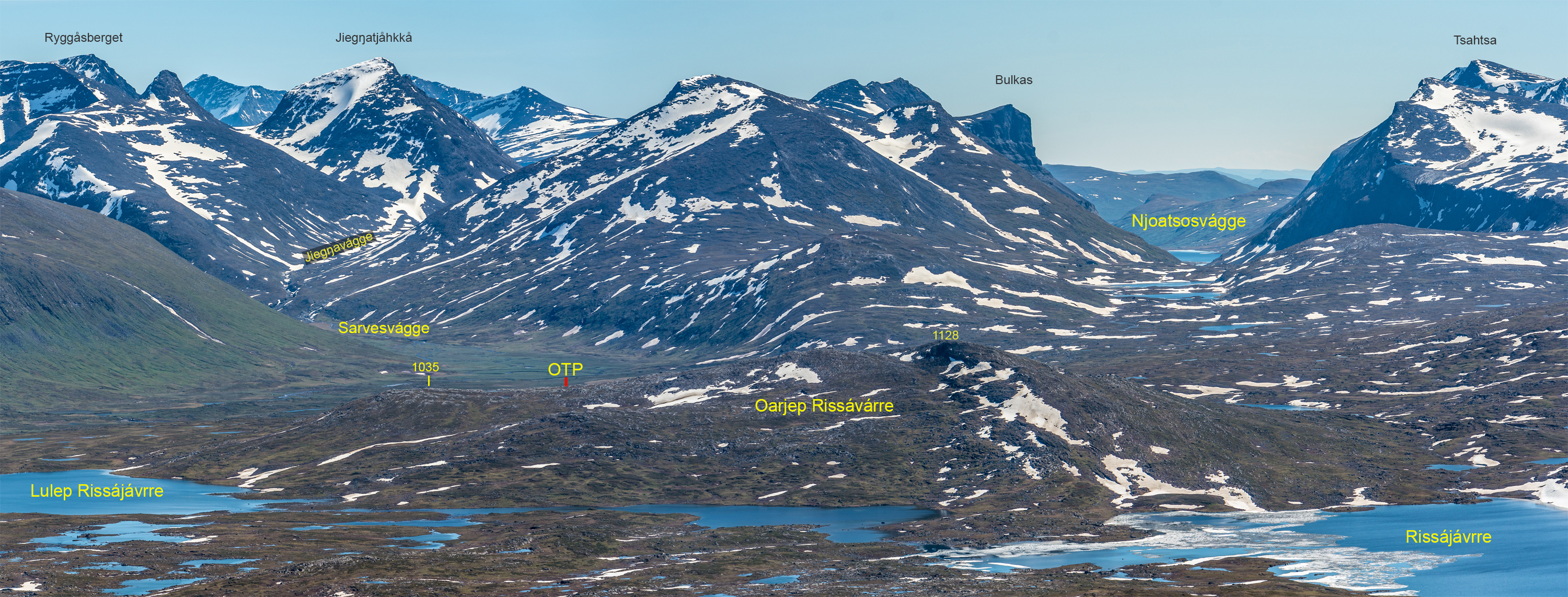
Sveriges otillgänglighetspol (OTP)

Sveriges otillgänglighetspol ligger på den östra sidan av lågfjället Oarjep Rissávárre i Padjelanta nationalpark, Jokkmokks kommun. Där är det 46,1 km till de tre närmast liggande vägarna i det allmänna vägnätet. Positionen ligger på 67°18′15″N 17°9′8.4″Ö / 67.30417°N 17.152333°Ö. Det blir cirka 6,5 km nordöst om Duottarstugorna i Padjelanta.

## Havens otillgänglighetspol
Det är en plats kallad Point Nemo, som ligger i södra Stilla Havet vid 48°52′S 123°23′W och som är 2 593 km från närmaste land, längst bort av alla platser på havet. Det är så otillgängligt att närmaste land, bland annat Påskön och Pitcairn, också anses ligga mycket otillgängligt till.

## Kontinentala otillgänglighetspolen
Längst från havet ligger en plats i Kina, nära gränsen till Kazakstan. Platsen ligger 2 645 km från närmaste hav.[källa behövs]